# قرار مجلس الأمن التابع للأمم المتحدة رقم 1057
قرار مجلس الأمن التابع للأمم المتحدة رقم 1057، المتخذ بالإجماع في 30 أيار / مايو 1996، بعد النظر في تقرير الأمين العام بطرس بطرس غالي بشأن قوة الأمم المتحدة لمراقبة فض الاشتباك أشار المجلس إلى الجهود التي يبذلها لإحلال سلام دائم وعادل في الشرق الأوسط.
دعا القرار الأطراف المعنية إلى التنفيذ الفوري للقرار 338 (1973)، وجدد ولاية قوة المراقبة لمدة ستة أشهر أخرى حتى 30 نوفمبر 1996، وطلب من الأمين العام تقديم تقرير عن الوضع في نهاية تلك الفترة.
وتشكلت القوة عام 1974 للإشراف على وقف إطلاق النار المنصوص عليه في اتفاق بين القوات الإسرائيلية والسورية.

## روابط خارجية
- نص القرار في undocs.org